# Marcin Wiśniewski
Marcin Wiśniewski – polski biotechnolog i duchowny katolicki, doktor habilitowany nauk weterynaryjnych, profesor uczelni na Wydziale Medycyny Weterynaryjnej Szkoły Głównej Gospodarstwa Wiejskiego w Warszawie, prezbiter archidiecezji warszawskiej.

## Życiorys
Pochodzi z Żyrardowa. W 2001 ukończył studia magisterskie w zakresie biotechnologii. Cztery lata później uzyskał stopień doktora na Wydziale Medycyny Weterynaryjnej Szkoły Głównej Gospodarstwa Wiejskiego w Warszawie. 31 maja 2017 roku uzyskał na tym samym wydziale stopień doktora habilitowanego na podstawie dorobku naukowego oraz rozprawy Ocena przydatności wybranych szczepionek nowej generacji w zwalczaniu ancylostomatozy na modelu laboratoryjnym Ancylostoma ceylanicum – chomik.
Do posługi kapłańskiej przygotowywał się w Wyższym Metropolitalnym Seminarium Duchownym w Warszawie. 12 maja 2018 roku otrzymał święcenia diakonatu z rąk kardynała Kazimierza Nycza. 25 maja 2019 r. ten sam hierarcha udzielił mu święceń prezbiteratu. Następnie został skierowany do pracy w charakterze rezydenta w parafii bł. Władysława z Gielniowa na Ursynowie. W sierpniu 2024 r. został mianowany diecezjalnym koordynatorem Odnowy w Duchu Świętym. 